# Grabówno

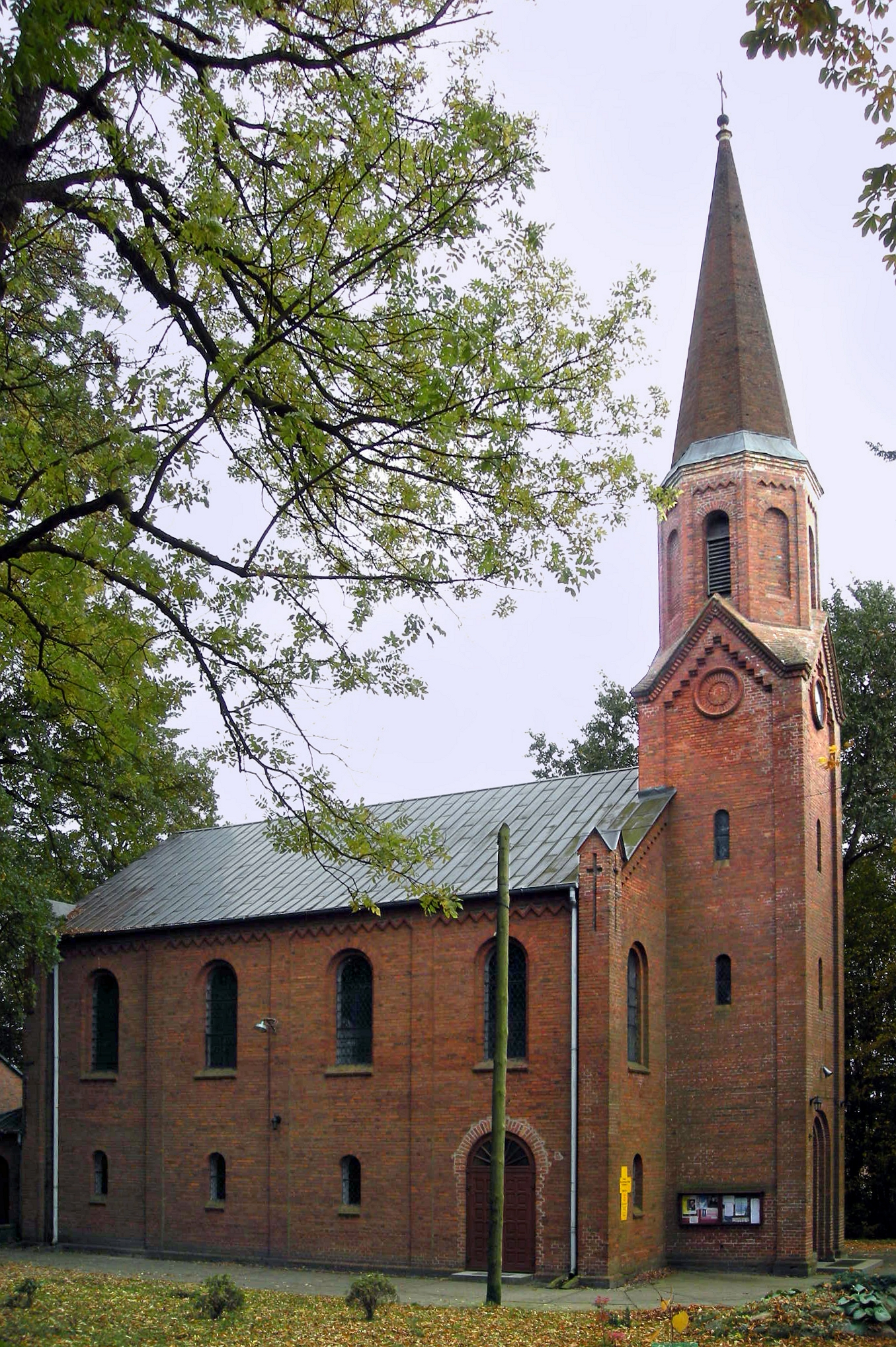
Die neuromanische Antonius-von-Padua-Kirche

Grabówno (deutsch: Grabau oder Waldgrabau) ist ein Dorf in der Woiwodschaft Großpolen in Polen. Es gehört zu der Landgemeinde Miasteczko Krajeńskie (Friedheim) im Powiat Pilski (Kreis Schneidemühl).

## Geographische Lage
Das Dorf liegt etwa 15 Kilometer östlich von Piła, an der Nationalstraße 10.